# Holm Island
Holm Island ist eine Insel in der Themse in England oberhalb des Penton Hook Lock. Die Insel liegt am äußersten östlichen Ende von Wraysbury, Berkshire. In unmittelbarer Nachbarschaft der Insel liegt Hollyhock Island.
Die Insel ist bekannt für das größere der beiden Häuser auf der Insel mit dem Namen „The Nest“. Das Haus wurde von König Eduard VIII. und Wallis Simpson in den 1930er Jahren genutzt.